# Овчаров, Дмитрий Михайлович
Дми́трий Миха́йлович Овчаро́в (нем. Dimitrij Ovtcharov; 2 сентября 1988, Киев, СССР) — немецкий игрок в настольный теннис украинского происхождения, обладатель Кубка мира по настольному теннису 2017 года, 6-кратный призёр Олимпийских игр, многократный призёр чемпионатов и кубков мира, многократный чемпион Европы, в том числе в одиночном разряде, победитель Европейских игр. В январе 2018 года, с введением ITTF новой формулы обсчёта рейтинга, на два месяца стал первой ракеткой мира.

## Биография
Дмитрий Овчаров родился в Киеве в 1988 году в семье чемпиона СССР по настольному теннису Михаила Овчарова. В 1992 году, через 6 лет после аварии на Чернобыльской АЭС, семья приняла решение переехать в Германию, чтобы находиться подальше от радиоактивной зоны. Уже в Германии Овчаров и начал заниматься настольным теннисом под руководством отца. Вскоре Дмитрий начал выступать за юношескую, а потом и за взрослую сборную Германии.

## В профессионалах
Первую серьёзную победу Дмитрий Овчаров одержал на юниорском уровне, выиграв в 2005 году золотую медаль в одиночном разряде юниорского чемпионата Европы в Остраве. Годом позже он достиг полуфинала мирового юниорского первенства в Каире, в котором проиграл японскому спортсмену Кэнте Мацудайре.
С 2007 года Овчаров стал выступать на самом высоком взрослом уровне. На чемпионате Европы 2007 года в Белграде Овчаров завоевал бронзовую медаль в одиночном разряде, а в командном в составе сборной Германии стал чемпионом Европы. На протяжении следующих четырёх лет Овчаров ежегодно становился чемпионом Европы в составе национальной сборной.
В 2008 году Овчаров в составе сборной Германии выступил на летних Олимпийских играх в Пекине. В одиночном разряде Овчаров выбыл на стадии 1/8 финала. В командном турнире сборная Германия с Овчаровым в составе сумела показать великолепный результат. Опередив в группе сборные Хорватии, Канады и Сингапура, немцы вышли в полуфинал, где обыграли сборную Японии со счётом 3-2. В финале немцы ничего не смогли противопоставить китайцам и стали серебряными призёрами.
В 2009 и в 2011 годах Овчаров в составе сборной Германии стал обладателем бронзовых наград кубка Мира. В 2010 году на чемпионате мира в Москве Дмитрий Овчаров в составе национальной сборной стал серебряным призёром турнира. В конце 2010 г. спортсмен выиграл Суперкубок Европы в одиночном разряде.
16 мая 2011 года Дмитрий Овчаров, войдя в список из 28 человек, стал обладателем олимпийской лицензии, дающей право участвовать на летних Олимпийских играх 2012 года.
2012 год начался для Овчарова очень удачно. Германия выиграла оба финала Топ-12 настольного тенниса во Франции. На чемпионате мира в Дортмунде Дмитрий Овчаров в составе национальной сборной стал серебряным призёром турнира в командных соревнованиях. В составе сборной Германии теннисист выступил на летних Олимпийских играх в Лондоне. В одиночном разряде Овчаров завоевал бронзовую медаль, обыграв в матче за 3-е место Чжуан Цзиньюаня, представлявшего Китайский Тайбэй (4-2). В командных соревнованиях Дмитрий завоевал ещё одну бронзовую медаль, на этот раз в составе сборной Германии. В конце 2012 г. Дмитрий выиграл Суперкубок Европы в составе команды «Факел-Газпром» (Оренбург/Россия).
Осенью 2013 года Дмитрий впервые стал чемпионом Европы в одиночном разряде, обыграв в финале товарища по клубу «Факел Газпрома» Владимира Самсонова (4-0). На этом же турнире он в 6-й раз стал чемпионом Европы в составе сборной Германии.
Весной 2014 года Овчаров впервые стал чемпионом Германии в одиночном разряде, обыграв в финале товарища по сборной Германии Тимо Болля (4-1).
Осенью 2015 года Дмитрий защитил титул чемпиона Европы в одиночном разряде, обыграв в финале Маркуша Фрейташа из Португалии (4-1). На этом же турнире он завоевал серебряную медаль в составе сборной Германии.
В 2017 году Овчаров стал победителем четырёх этапов 2017 ITTF World Tour, победителем «Euro Top-16» и обладателем Кубка Мира 2017.

### Позиция в мировом рейтинге ITTF
В начале 2006 года Дмитрий Овчаров находился вне первой сотни лучших игроков мирового рейтинга ITTF. Однако в декабре 2006 года только что вышедший из юниорского возраста Дмитрий Овчаров занимал уже 85-е место в мировом рейтинге ITTF. Год спустя, в ноябре 2007 года, он достиг уровня первой двадцатки мирового рейтинга ITTF. В декабре 2011 года он вошёл в первую десятку мирового рейтинга, и с тех пор ни разу не опускался ниже 12-й позиции.
В январе 2018 года, с введением ITTF новой формулы обсчёта рейтинга, на два месяца стал первой ракеткой мира.

### Клубная карьера
На клубном уровне Дмитрий играл за «Швальбе» из Тюндерна и дюссельдорфскую «Боруссию», а в сезоне 2009/2010 — за бельгийский «Ла-Виллетт» из Шарлеруа. С 2011 года играл за российский клуб «Факел-Газпром» Архивная копия от 7 мая 2021 на Wayback Machine из Оренбурга, в составе которого он выиграл Лигу европейских чемпионов сезонов 2011/12, 2012/13 и 2014/15, 2016/2017, 2018/2019 гг.
В 2022 году в связи с вторжением России на Украину Дмитрий Овчаров покинул клуб «Факел-Газпром» и перешел в немецкий клуб «Ной-Ульм».

## Достижения
Одиночный разряд

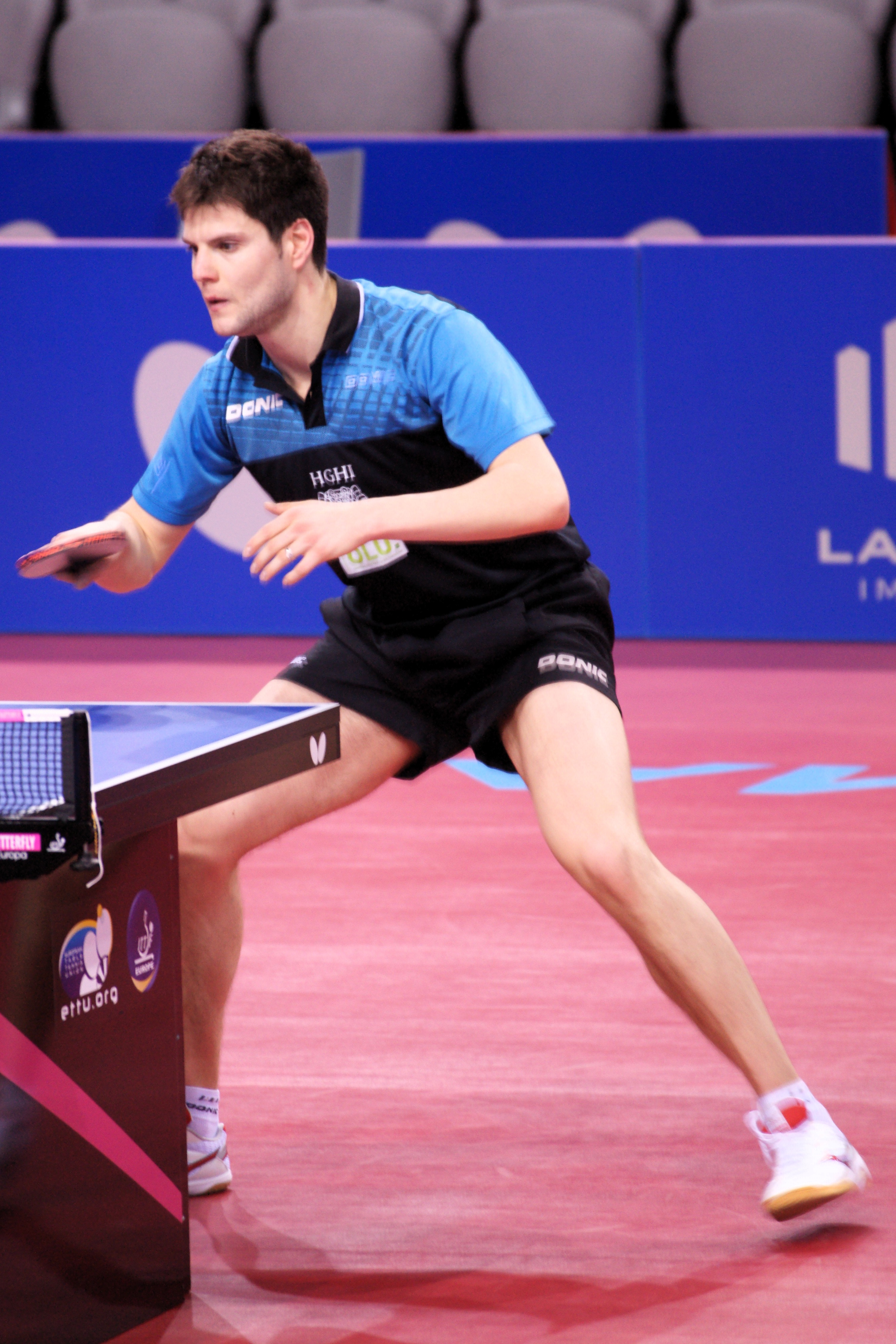
Дмитрий Овчаров на турнире Euro Top-16 в 2017 году.

- Бронзовый призёр Олимпийских игр: 2012, 2020
- Победитель Кубка мира: 2017
- Бронзовый призёр Кубка Мира: 2013, 2015
- Чемпион Европейских игр: 2015
- Чемпион Европы: 2013, 2015
- Серебряный призёр Чемпионата Европы: 2021
- Бронзовый призёр Чемпионата Европы: 2007
- Победитель Europe Top-16 (Europe Top-12): 2012, 2015, 2016, 2017, 2019
- Победитель Суперкубка Европы: 2010
- Серебряный призёр ITTF World Tour Grand Finals: 2014, 2017
- Победитель 9 турниров ITTF World Tour: 2010 India Open, 2011 Brazil Open, 2011 Korea Open, 2012 German Open, 2014 German Open, 2017 India Open, 2017 China Open, 2017 Bulgaria Open, 2017 German Open
- Чемпион Европы среди юниоров: 2005

Парный разряд
- Бронзовый призёр Чемпионата Европы: 2012
- Победитель 1 турнира ITTF Pro Tour: 2007 Chinese Taipei Open

Командный разряд
- Серебряный призёр Олимпийских игр: 2008, 2020
- Бронзовый призёр Олимпийских игр: 2012, 2016
- Серебряный призёр Чемпионата мира: 2010, 2012, 2014, 2018
- Бронзовый призёр Кубка мира: 2009, 2011
- Чемпион Европейских игр: 2019
- Чемпион Европы: 2007, 2008, 2009, 2010, 2011, 2013, 2017, 2019
- Серебряный призёр Чемпионата Европы: 2014, 2015
- Шестикратный победитель Лиги чемпионов: 2009 («Боруссия» Дюссельдорф); 2012, 2013, 2015, 2017, 2019 («Факел-Газпром» Оренбург)
- Победитель Суперкубка Европы: 2012 («Факел-Газпром» Оренбург)
- Чемпион Европы среди юниоров: 2004, 2006

## Допинг
В 2010 году после одного из турниров Про-тура допинг-проба Дмитрия Овчарова дала положительный результат на кленбутерол. Допинг-проба B подтвердила предварительное заключение. После опубликования результатов Овчаров предложил сделать дополнительные анализы его волос, поскольку кленбутерол в случае применения в качестве допинга в большом количестве откладывается именно в волосах. Дополнительный анализ дал отрицательный результат и Овчаров был оправдан.